# Жоро Игнатов
Жоро Василев Игнатов е български адвокат и журналист.

## Биография
Жоро Василев Игнатов е роден на 25 юли 1975 г. в София. Завършва столичното 90-о COУ „Ген. Хосе Де Сан Мартин“ с разширено изучаване на химия и биология с отличен успех, а след това и две висши образования – „Право“ и „Публична администрация“.
Журналистическата си кариера започва през 1996 г. като новинар в някогашното „Радио 99“, където работи пет години. Там прави последното интервю, което Тодор Живков дава преди смъртта си.
От 2001 г. до 2007 г. е главен редактор на предаването „Искрено и лично“, излъчвано по Би Ти Ви. Паралелно с това е водещ и на предаването „Врява“ по Българското национално радио. След това едновременно е главен редактор на три предавания, а именно „Споделено с Камелия“ и „Баркод“, излъчвани по ТВ 7, и „Съдебен спор“ по Нова телевизия.